# Чижов, Виктор Андреевич
Виктор Андреевич Чижов (21 ноября 1930, Артын, Большереченский район, Западно-Сибирский край, РСФСР, СССР — 27 февраля 1999, Соколово, Зональный район, Алтайский край, Россия) — бригадир забойщиков рудоуправления № 2 Ленинабадского горно-химического комбината Министерства среднего машиностроения СССР, Герой Социалистического Труда (29.07.1966). Член КПСС с 1962.

## Биография
Родился в 1930 году в селе Артын Большереченского района Западно-Сибирского края (сейчас — Омская область).
С 1948 года работал в колхозе. После окончания училища механизации (1950) комбайнер МТС в Омской области. В 1953—1956 гг. служил в Армии.
После увольнения в запас в декабре 1956 года поступил на Ленинабадский горно-химический комбинат Минсредмаша СССР. Работал слесарем по ремонту горно-шахтного оборудования, крепильщиком, проходчиком, машинистом скреперной лебёдки, взрывником, забойщиком 7 разряда, бригадиром забойщиков рудоуправления № 2 (филиал Ленинабадского комбината в городе Янгиабад Узбекской ССР).
Много раз побеждал в социалистическом соревновании, его имя заносилось в Книгу почёта предприятия, портрет неоднократно висел на Доске почёта. Его бригада забойщиков в 1961 году первой на предприятии была удостоена звания коллектива коммунистического труда, а к концу семилетки в результате внедрения передовых технологий, освоения новой буровой установки почти вдвое увеличила производительность труда.
Указом Президиума Верховного Совета СССР от 29 июля 1966 года за выдающиеся заслуги в выполнении планов 1959—1965 годов и создании новой техники присвоено звание Героя Социалистического Труда с вручением ордена Ленина и золотой медали «Серп и Молот».
Избирался членом ЦК профсоюза работников машиностроения.
В 1978 г. окончил Среднеазиатский политехникум в г. Чкаловск.
После переезда в Россию проживал в Зональном районе Алтайского края. Умер 27 февраля 1999 года.

## Награды
Награждён орденом Трудового Красного Знамени (25.03.1974), медалями, в том числе «За трудовое отличие» (12.06.1951), знаками «Шахтёрская слава» 3 степеней.